# Конрад II фон Франкенщайн
Конрад II фон Франкенщайн (на немски: Konrad II von Frankenstein; Conrad II. v.u.zu Frankenstein; * пр. 1321; † сл. 1366) е господар на Франкенщайн в Оденвалд.

## Произход
Той е син на Еркингер фон Франкенщайн († сл. 1321) и съпругата му Еуфемия фон Ербах († сл. 1321), дъщеря на Йохан I, Шенк фон Ербах-Райхенберг († 1296) и Анна фон Ринек († 1306). Внук е на Конрад I фон Франкенщайн († сл. 1292) и Ирменгард фон Магенхайм († сл. 1292).

## Фамилия
Първи брак: с Елизабет фон Динхайм († пр. 1340), дъщеря на Виганд фон Динхайм и Елизабет де Ст. Албан. Те имат три деца:
- Конрад III фон Франкенщайн († сл. 1397), женен за Ида фон Бикенбах († сл. 1370)
- Елизабет фон Франкенщайн(† 29 януари 1344), омъжена за Зифрид фон Щраленберг († сл.1368)
- Йохан I фон Франкенщайн (* пр. 1363; † 29 септември 1401), женен за Анна Кемерер

Втори брак: с Магдалена фон Ербах-Ербах (* пр. 1350; † сл. 1366), дъщеря на Шенк Конрад III фон Ербах-Ербах († 1363) и Ида фон Щайнах († сл. 1365). Бракът е бездетен.